# 百户所
上百户所是元朝军队的编制，以万户、千户、百户、牌子（十户）为序列。其中百户所分为两个等级：即上百户所、下百户所。上百户所统兵七十人，下百户所统兵五十人。